# John Sessions
John Sessions, született 	John Gibb Marshall (Largs, 1953. január 11. – London, 2020. november 2.) brit színész.

## Magánélete
Sessions homoszexuális volt. 1994-ben egy Evening Standard cikkben vállalta fel másságát.

## Filmográfia

### Film
| Év   | Magyar cím                      | Eredeti cím                 | Szerep                              | Magyar hang        |
| ---- | ------------------------------- | --------------------------- | ----------------------------------- | ------------------ |
| 1982 |                                 | The Sender                  | páciens                             |                    |
| 1984 | A Bounty                        | The Bounty                  | Steward John Smith                  | Jakab Csaba        |
| 1986 | A csodafegyver                  | Sky Bandits                 | Flight                              |                    |
| 1986 | A kitaszított                   | Castaway                    | férfi a pubban                      |                    |
| 1986 | Bocsi, világvége                | Whoops Apocalypse           | Mr. Sweetzer                        |                    |
| 1989 | V. Henrik                       | Henry V                     | Macmorris                           | Pálfai Péter       |
| 1991 | A tévedések pápája              | The Pope Must Die           | Dino                                | Kocsis György      |
| 1992 | Freddie és Nessie kalandjai     | Freddie as F.R.O.7          | Scotty (hangja)                     |                    |
| 1994 | Az elveszett hercegnő           | Princess Caraboo            | régensherceg                        |                    |
| 1995 | Hamlet, vagy amit akartok       | In the Bleak Midwinter      | Terry Du Bois (Gertrud királynő)    |                    |
| 1996 | Pinokkió                        | The Adventures of Pinocchio | a professzor                        |                    |
| 1998 | A vörös lepel                   | The Scarlet Tunic           | Humphrey Gould                      |                    |
| 1998 | Betti néni                      | Cousin Bette                | zenei rendező                       |                    |
| 1999 | Szentivánéji álom               | A Midsummer Night's Dream   | Philostratus                        |                    |
| 1999 | Tündérek                        | Faeries                     | Chudley (hangja)                    |                    |
| 2000 |                                 | One of the Hollywood Ten    | Paul Jarrico                        |                    |
| 2001 | Magas sarok, alvilág            | High Heels and Low Lifes    | szinkronrendező                     | Pálfai Péter       |
| 2002 | New York bandái                 | Gangs of New York           | Harry Watkins / Lincoln             |                    |
| 2004 |                                 | Stella Street: The Movie    | több szerep                         |                    |
| 2004 |                                 | Lighthouse Hill             | Mr. Reynard                         |                    |
| 2004 | A velencei kalmár               | The Merchant of Venice      | Salerio                             | Ifj. Jászai László |
| 2004 | Minden napra egy varázslat!     | Five Children and It        | Peasemarsh                          |                    |
| 2005 |                                 | Rag Tale                    | Felix Miles Sty                     |                    |
| 2006 | Az ügynökség                    | The Good Shepherd           | Valentin Mironov No. 1 / Yuri Modin | Kajtár Róbert      |
| 2006 | Az ügynökség                    | The Good Shepherd           | Valentin Mironov No. 1 / Yuri Modin | Karsai István      |
| 2007 | Függők                          | Intervention                | Joe                                 |                    |
| 2008 | Lombikbibi                      | Inconceivable               | Finbar „Finn” Darrow                |                    |
| 2009 | Aztán mindennek vége            | The Last Station            | Dr. Dušan Makovický                 | Csuha Lajos        |
| 2009 | Karácsonyi misztérium           | Nativity!                   | Mr. Lore                            |                    |
| 2010 |                                 | The Making of Plus One      | Derek                               |                    |
| 2010 | Harc az egyenjogúságért         | Made in Dagenham            | Harold Wilson miniszterelnök        | Cs. Németh Lajos   |
| 2011 | A Vaslady                       | The Iron Lady               | Edward Heath                        | Bácskai János      |
| 2012 |                                 | The Domino Effect           | talkshow házigazda                  |                    |
| 2013 | Mocsok                          | Filth                       | Bob Toal                            | Harsányi Gábor     |
| 2014 | Mázli, a csodakutya             | Pudsey the Dog: The Movie   | Thorne                              | Harsányi Gábor     |
| 2014 | Néma vihar                      | The Silent Storm            | Mr. Smith                           | Forgács Gábor      |
| 2015 | Mr. Holmes                      | Mr. Holmes                  | Mycroft Holmes                      |                    |
| 2015 | Legenda                         | Legend                      | Lord Boothby                        | Harsányi Gábor     |
| 2016 |                                 | The Rack Pack               | Ted Lowe                            |                    |
| 2016 | Florence – A tökéletlen hang    | Florence Foster Jenkins     | Dr. Hermann                         | Konrád Antal       |
| 2016 |                                 | Whisky Galore!              | Dr. McLaren                         |                    |
| 2016 | Tagadás                         | Denial                      | Richard J. Evans                    | Konrád Antal       |
| 2017 |                                 | Loving Vincent              | Julien Tanguy (hangja)              |                    |
| 2017 | Táncterápia                     | Finding Your Feet           | Mike Abbott                         | Harsányi Gábor     |
| 2017 | Táncterápia                     | Finding Your Feet           | Mike Abbott                         | Szersén Gyula      |
| 2019 |                                 | Intrigo: Dear Agnes         | Pumpermann                          |                    |
| 2021 | Belfast (posztumusz megjelenés) | Belfast                     | Joseph Tomelty as Marley            |                    |

### Televízió
| Év        | Magyar cím                                | Eredeti cím                                         | Szerep                     | Megjegyzések                                                        |
| --------- | ----------------------------------------- | --------------------------------------------------- | -------------------------- | ------------------------------------------------------------------- |
| 1990      | Édes bosszú                               | Sweet Revenge                                       | John                       | tévéfilm                                                            |
| 1996      | Kincskeresők                              | The Treasure Seekers                                | Redman                     | tévéfilm                                                            |
| 1997      | Tom Jones, egy talált gyermek históriája  | The History of Tom Jones, a Foundling               | Henry Fielding             | minisorozat (5 epizód)                                              |
| 1997–2001 |                                           | Stella Street                                       | több szerep                | 37 epizód                                                           |
| 2001      | Az igazi Sherlock Holmes rejtélyes esetei | Murder Rooms: Mysteries of the Real Sherlock Holmes | Rutherford professzor      | minisorozat (1 epizód)                                              |
| 2003      | Az elfelejtett herceg                     | The Lost Prince                                     | Mr. Hansell                | minisorozat (2 epizód)                                              |
| 2004      | Szökevény malacok                         | The Legend of the Tamworth Two                      | rivális szerkesztő         | tévéfilm                                                            |
| 2006      | Agatha Christie: Marple                   | Agatha Christie's Marple                            | Cardew Pye                 | - 1 epizód - (A láthatatlan kéz) - magyar hangja: - Szombathy Gyula |
| 2006      | A téli napfény sötétjében                 | Low Winter Sun                                      | Barry Lennox professzor    | kétrészes tévéfilm                                                  |
| 2007      | Twist Olivér                              | Oliver Twist)                                       | Mr. Sowerberry             | minisorozat (3 epizód)                                              |
| 2014–2015 | Outlander – Az idegen                     | Outlander                                           | Arthur Duncan              | 2 epizód                                                            |
| 2016      | Péntek esti vacsora                       | Friday Night Dinner                                 | Mr. Murray                 | 1 epizód                                                            |
| 2017      | Brown atya                                | Father Brown                                        | Adam Gillespie tiszteletes | 1 epizód                                                            |
| 2018      | Halál a paradicsomban                     | Death in Paradise                                   | Hugh Davenport             | 1 epizód                                                            |
| 2019      | Viktória                                  | Victoria                                            | Lord John Russell          | 1 epizód                                                            |